# Zobi la mouche
Zobi la mouche  (in francese: Zobi la mosca) è una canzone dei Les Négresses Vertes pubblicata nel 1988 nell'album Mlah e poi come singolo nel 1989. Fu il primo brano della band ad ottenere successo.